# Zelenograd

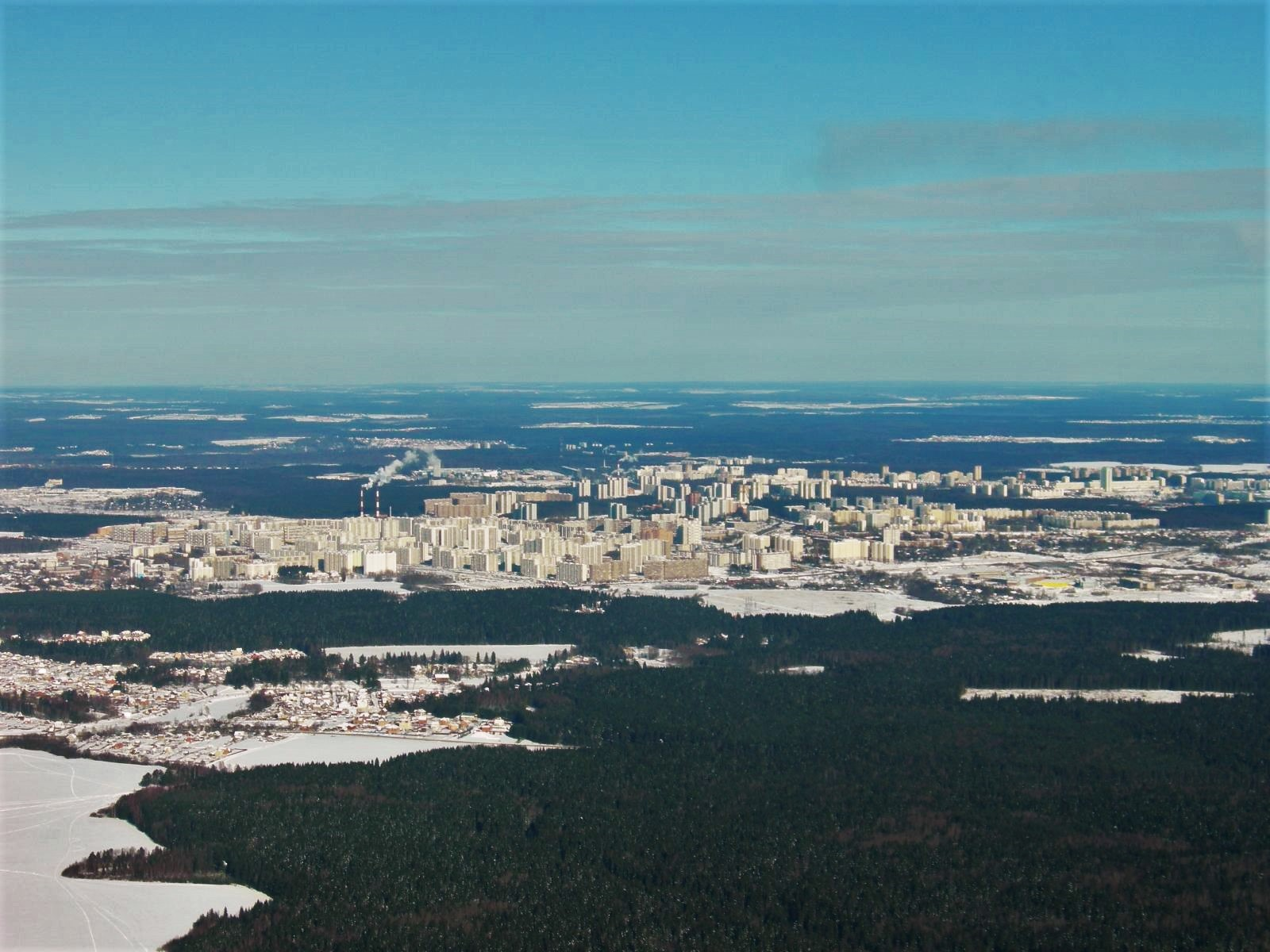
Flygbild över Zelenograd.

Zelenograd (ryska Зеленогра́д) är en ort nordväst om Moskva, Ryssland. Befolkningen uppgick till 232 489 invånare i början av 2015. Zelenograd är belägen 37 km utanför centrala Moskva men tillhör Moskvas federala stadsområde. Den totala ytan uppgår till 37,21 km², varav 27,28 km² utgör bebyggd areal.

## Administrativ indelning
Zelenograd är indelad i fem distrikt:
- Krjukovo
- Matusjkino
- Savjolki
- Silino
- Staroje Krjukovo